# Communauté de communes des Côtes de Combrailles
Die Communauté de communes des Côtes de Combrailles ist ein ehemaliger französischer Gemeindeverband mit der Rechtsform einer Communauté de communes im Département Puy-de-Dôme in der Region Auvergne-Rhône-Alpes. Sie wurde am 20. Dezember 1996 gegründet und umfasste zwölf Gemeinden. Der Verwaltungssitz befand sich im Ort Combronde.

## Historische Entwicklung
Mit Wirkung vom 1. Januar 2017 fusionierte der Gemeindeverband mit der Manzat Communauté und bildete so die Nachfolgeorganisation Communauté de communes Combrailles Sioule et Morge.

## Ehemalige Mitgliedsgemeinden
1. Beauregard-Vendon
2. Champs
3. Combronde
4. Davayat
5. Gimeaux
6. Jozerand
7. Montcel
8. Prompsat
9. Saint-Hilaire-la-Croix
10. Saint-Myon
11. Teilhède
12. Yssac-la-Tourette